# Lella Vignelli
Lella Vignelli, née Elena Valle le 13 août 1934 à Udine (Italie) et morte le 22 décembre 2016 à New York (États-Unis), est une designeuse italienne, cofondatrice de Vignelli Associates. Elle a travaillé longtemps avec son mari, le designer Massimo Vignelli. Elle est connue pour avoir été le bras commercial de Vignelli Associates, et elle a joué un rôle clé dans le succès de la firme de design,.

## Biographie
Lella Vignelli naît le 13 août 1934 à Udine, en Italie. Elle obtient un diplôme de l'école d'architecture de l’université « Ca' Foscari » de Venise et une bourse d'études en tant qu'étudiante spéciale à l’école d'architecture du MIT. À partir de 1956, Vignelli se concentre sur le design. Elle participe ainsi à la création de la plus grande organisation de conception professionnelle italienne, l’Association pour le Dessin Industriel (ADI) la même année. En 1962, elle devient architecte agréée à Milan. 
En 1959, Vignelli rejoint Skidmore, Owings et Merrill en tant que designeuse d'intérieur junior à Chicago. En 1960, elle crée avec son mari le bureau de design et d'architecture Massimo et Lella Vignelli à Milan, où elle se spécialise dans les intérieurs, le mobilier, les expositions et la conception de produits. En 1965, elle fonde avec son mari, Bob Noorda, et Ralph Eckerstrom, le cabinet de conseil en design d'entreprise Unimark International. Peu de temps après, Vignelli devient la décoratrice d’intérieur exécutive d’Unimark, dans son bureau de New York. En 1971, les Vignelli quittent Unimark et créent leur propre firme, Vignelli Associates, et ouvrent des bureaux à New York, Paris et Milan,,. Lella Vignelli y occupe le poste de PDG, Massimo Vignelli celui de président.
Certaines des conceptions les plus connues de cette période de Lella et Massimo Vignelli incluent des aspects d’identité de marque pour de nombreux clients importants réalisés avec Unimark et Vignelli Associates, comme Knoll International (1965), pour qui ils ont dirigé une analyse complète de la présence visuelle de la société ; American Airlines (1967), dont ils ont conçu le logo emblématique ; et le métro de la ville de New York, pour lequel ils ont conçu les systèmes de signalisation et la carte, basée sur la « simplicité abstraite » (1972) : chaque ligne a sa couleur, et toutes les lignes ne se plient qu’à 45 ou 90 degrés. Même si leurs réalisations appartiennent à la fois à Lella Vignelli et son mari, le regard critique de Lella Vignelli a guidé le langage rationnel et géométrique que l'on peut trouver dans leur travail.
Au cours des dernières années, les commissions remarquables du couple incluaient les identités d'entreprise du grand magasin Bloomingdale's (1972) et des fabricants d’automobiles et de motos Lancia (1978) et Ducati (1992), ainsi que le système de signalisation du Musée Guggenheim de Bilbao (1997). Leurs meubles remarquables comprennent la chaise Handkerchief pour Knoll International (1982), la table Serenissimo (1985) pour le fabricant italien Acerbis et la table basse Magic (1990) pour le label Morer du même fabricant. Vignelli a également réalisé des schémas de vente au détail pour Artemide, des bijoux pour Cleto Munari et des objets en verre pour Venini et Steuben Glass Works. 
En 1978, Vignelli est devenu PDG de Vignelli Designs. Elle a collaboré étroitement avec l'architecte Denise Scott Brown. Lella Vignelli a souvent été conférencière et jurée pour des organisations de design nationales et internationales. Elle a été membre de la Société des designers industriels d'Amérique (IDSA), de l'Institut américain des arts graphiques (AIGA), de l'Association internationale des designers et designers (IFDA) et du Decorators Club de New York.
Lella Vignelli meurt chez elle à Manhattan le 22 décembre 2016, à l'âge de 82 ans, des suites de démence.
En 2013, elle fait l’object d’une monographie dans le cadre du Hall of Femmes.

## Philosophie du design
Vignelli pensait que toute conception devait découler d'une discipline de base pouvant être transposée dans n’importe quel projet. Elle a également estimé que le design devrait être intégré dans le processus de production au lieu d’être ajouté superficiellement à la fin. La conception de Vignelli est centrée sur la communication par la simplicité et une planification minutieuse. Elle a eu recours à une conception soustractive plutôt qu’additive, pour limiter son influence et permettre à l’essence de la conception de se manifester. Elle a mis l’accent sur les motifs et les éléments existants et anciens, ainsi que sur les caractéristiques naturelles des matériaux. Elle considérait les mots comme un moyen de communiquer de vraies idées plutôt que comme une décoration visuelle, comme en témoigne son utilisation intensive de texte noir sur fond blanc. En général, elle utilisait la couleur pour son pouvoir émotionnel et sensuel.

## Centre Vignelli pour les études de design
Massimo et Lella Vignelli ont accepté de donner l'intégralité des archives de leurs travaux de conception en 2008 au Rochester Institute of Technology, près de Rochester, dans l'État de New York. Les archives sont exposées dans un nouveau bâtiment conçu par Lella et Massimo Vignelli, connu sous le nom de « Centre Vignelli pour les études de conception », qui a ouvert ses portes en septembre 2010.

## Travaux
Vignelli Associates, fondé par Lella et Massimo Vignelli en 1971, travaillait dans les domaines suivants : identité visuelle, transport, architecture, livres, magazines et design d'exposition. Certains de leurs travaux font partie des collections permanentes de musées tels que le MoMa, le Cooper–Hewitt, Smithsonian Design Museum ou le Metropolitan Museum of Art.
- American Airlines, 1967
- Programme graphique international Knoll, 1966-1980
- Xerox, 1985-1989, en collaboration avec Jay Doblin Associates et Jack Hough Associates
- Service des parcs nationaux des États-Unis, 1977
- Hôtels à Ciga, 1978
- Programme graphique de Sotheby's, 1981-1982
- assurances Aetna, 1988
- Parc Tower Realty, 1985-1988

### Emballage
- Bloomingdale's, New York, 1972
- Barney’s, 1977
- Saks Fifth Avenue, 1978
- IBM, 1984-1986

### Transports
- métro de New York, 1966
- métro de Washington, 1968

## Prix et distinctions
Le travail de Lella et Massimo Vignelli a été reconnu par plusieurs prix :
- prix Compasso d'Oro de l’ADI (1964 et 1988)[5]
- médaille d'or de l’AIGA (1983)[5]
- Lifetime Achievement Award du Cooper–Hewitt, Smithsonian Design Museum (2003)[19],[20]